# Milan Majstorović
Milan Majstorović (cyr. Милан Мајсторовић; ur. 28 stycznia 1983 w Nowym Sadzie) – serbski koszykarz, występujący na pozycjach skrzydłowego oraz środkowego.
W połowie czerwca 2015 podpisał umowę z zespołem Rosy Radom. Nieco ponad trzy miesiące później został zwolniony, ze względu na problemy z kolanem, jeszcze przed rozpoczęciem rozgrywek 2015/16.

## Osiągnięcia
- Mistrz Ligi Adriatyckiej (2004)[3]
- Mistrz Niemiec (2009)[3]
- Brązowy medalista mistrzostw Polski (2014)
- Zdobywca:
  - pucharu Serbii i Czarnogóry (2005)[3]
  - superpucharu:
    - Niemiec (2009)[3]
    - Polski (2013)
- Finalista Pucharu Serbii i Czarnogóry (2004)
- Uczestnik rozgrywek EuroChallenge (2008/09, 2011/12)[4]

Reprezentacja
- Mistrz uniwersjady (2003)[3]
- Uczestnik mistrzostw Europy U–20[3]